# Turcman
El turcman (türkmençe, түркменче, تۆرکمنچه, AFI: [tʏɾkmøntʃø]; o bé türkmen dili, түркмен дили, تۆرکمن ديلی, AFI: [tʏɾkmøn dɪlɪ]) és una llengua turquesa que inclou més de sis milions de parlants, especialment al Turkmenistan, on és llengua oficial, l'Afganistan, l'Iraq, l'Iran i d'altres estats veïns. Del turcman primitiu derivà, a mitjan segle xv, el txagatai. Durant el domini soviètic la seva literatura fou molt influïda per la cultura russa, en detriment de la turcoislàmica.
Actualment el turcman s'escriu en un alfabet turcman basat en el llatí. Abans del segle xx s'escrivia amb l'alfabet àrab, però des del 1928, la República Socialista Soviètica del Turkmenistan adoptà l'alfabet llatí. El 1940, durant l'època ciril·litzadora a la Unió Soviètica, es dissenyà un nou alfabet basat en el ciríl·lic. Des de l'independència del Turkmenistan, l'any 1991, s'ha tornat a l'alfabet llatí.
Exemple de turcman amb la seva traducció al català:
"Tomsuna hemme adama ir tÿriar"
"Tothom es lleva tard a l'estiu"
Els turcmans són també el poble que viu al Turkmenistan i al nord de l'Iran.
La part oriental del govern de la Càspia fou anomenada també regió dels turcmans.